# Erzurum-Schachblume
Die Erzurum-Schachblume (Fritillaria alburyana) ist eine Pflanzenart aus der Gattung Fritillaria innerhalb der Familie der Liliengewächse (Liliaceae).

## Beschreibung

### Vegetative Merkmale
Die Erzurum-Schachblume ist eine ausdauernde krautige Zwiebelpflanze, die Wuchshöhen von 5 bis 15 Zentimeter erreicht. Es sind 3 bis 4 Blätter vorhanden. Die unteren sind breit-lanzettlich, graugrün und messen 5 bis 8 × 1 bis 2,5 Zentimeter.

### Generative Merkmale
Die Blütezeit reicht von April bis Mai. Je Pflanzenexemplar sind ein oder zwei Blüten vorhanden, die erst aufrecht, später abstehend oder nickend sind. sind besitzen ein weißliches Schachbrettmuster. Die zwittrige Blüte ist dreizählig und napfförmig. Die Blütenhüllblätter messen 20 bis 30 × 10 bis 15 Millimeter. Die Griffel sind dreispaltig, ihre Griffeläste sind 1 bis 2 Millimeter lang.

## Vorkommen
Die Erzurum-Schachblume kommt nur in der nordöstlichen Türkei vor. Die Erzurum-Schachblume gedeiht auf Geröll und Felsen an Schneeflecken in Höhenlage von 2000 bis 2900 Metern.

## Taxonomie
Die Erstbeschreibung von Fritillaria alburyana erfolgte 1971 durch Edward Martyn Rix in Three new Fritillaries from Eastern Turkey. in Notes from the Royal Botanic Garden, Edinburgh, Band 31, Teil 1, Seite 128. Ein Synonym für Fritillaria alburyana Rix ist Fritillaria erzurumica Kasapligil.

## Nutzung
Die Erzurum-Schachblume wird selten als Zierpflanze in Steingärten genutzt. Sie ist seit ungefähr 1970 in Kultur.

## Belege
- Eckehart J. Jäger, Friedrich Ebel, Peter Hanelt, Gerd K. Müller (Hrsg.): Exkursionsflora von Deutschland. Begründet von Werner Rothmaler. Band 5: Krautige Zier- und Nutzpflanzen. Springer, Spektrum Akademischer Verlag, Berlin/Heidelberg 2008, ISBN 978-3-8274-0918-8.
- Edward Martyn Rix: Three new Fritillaries from Eastern Turkey. In: Notes from the Royal Botanic Garden, Edinburgh, Volume 31, Issue 1, 1971, S. 125–129. eingescannt.